# Ірена Слута
Ірена Слута (15 серпня 1986, місто Самбір, Львівська область) - українська письменниця, поетеса, Коучинг, психологиня, мандрівниця. Авторка проєктів, творчиня світів.

## Життєпис
Народилася Ірена Слута у місті Самбір, Львівської області. Виховувалася у кращих українських традиціях та цінностях: Родини, Батьківщини, містичності та обрядовості  . 

### Освіта
Шкільні роки пройшли в місті Рівне, де були зроблені перші кроки у соціяльних проєктах та журналістиці. 
- Першу базову юридичну освіту отримала в Національному університеті «Острозька академія».
- Під час начання мала активну соціяльну позицію: займалася журналістикою[3], творчими проєктами, зокрема з Незалежним культорологічним часописом Ї видала спільне число №40 "Україна рік після Революції"[4], публікувалась у числі № 38 "Молодіжні субкультури" [5].
- Наукова робота "Торгівля жінками в Україні" знайшла своє продовження у співавторстві в книзі та участі в проєктах запобігання насиллю над жінками[6].
- Вже протягом навчання займала посаду редактора Острозької районної газети "Життя і слово"[7], а опісля створила і запустила з нуля Загальнополітичну інформаційну газету «Нетішинські вісті». Працювала помічником адвоката.
- Здобула освіту в Erickson coaching international, сертіфикована програма "Управління в стилі коучинг".
- Психолог в Національному університеті «Острозька академія». Автор та практик унікального напрямку: «Біохакінг его». Співпраця та розробки в сфері нанопрепаратів. Наукова робота в напрямку реалізації макроможливостей людини.
- Гарвардський університет, School Executive Education, Emerging Leaders program.
- Аспірант Навчально-наукового гуманітарного інституту в Таврійський національний університет імені В. І. Вернадського  на здобуття ступеня Доктора філософії. Сфера наукового інтересу: «Біохакінг Людини».

### Сфери реалізації

#### Письменниця
- Авторка численних публікацій в журналах, альманахах, збірках[8][9][10][11][12][13][14]
- Кураторка проєкту «Відьма», покликаного відродити першорідну основу розуміння ролі української Жінки[15]
- Авторка та розробниця унікального Аватару[16] і книги ВіброПоезій «Відьма Світла» [17]
- Авторка знакової збірки "Римова Війна" (2024), виданої видавництвом "Саміт-Книга", до котрої увійшли роботи понад 80-ти українських авторів та котра представляє Україну розповідаючи про реалії сучасної війни [18] [19] [20] [21] [22] [23]

#### Фотографія
Займаючи посаду заступника редактора журналу «Флер d'Оранж» проводила міжнародні модельні зйомки, організовувала фотовиставки .
Магічні фотопроєкти. Щорічно на Сонцестояння, Купала та Спаса збирається коло дівчат для забави, розкриття глибинних істин та фотосесій. Ідея: відродження генетично правдивих традицій рідної землі. Занурення у магію єдинства з природою .
Професійно займається позингом, співпрацює з фотографами, художниками.

#### 15 років живого тренерства
- Розробниця унікальних програм саморозвитку, рекреаційних вікендів, тренінгових центрів та шкіл[26][27] [28] [29] [30].
- 5 років поспіль організатор унікальних безкоштовних проєктів «Йога в парку» для популяризації йоги, як системи[31] [32] [33] [34] [35] [36].
- Понад 2000 годин індивідуальних консультацій. Коучинг, іміджмейкінг, психологія. Тисячі вдячних клієнтів.

#### Благодійність
Стипендіальна програма – #РОДОВІДстипендія. Полягає в повній оплаті магістерських та аспірантських курсів для  обдарованих студентів у найкращих ЗВО України: Національний університет «Острозька академія», Київський національний університет імені Тараса Шевченка, Таврійський національний університет імені В. І. Вернадського, Національний університет «Одеська політехніка». 

#### Організаційна діяльність
Різноманітні тематичні Фестивалі    , події та заходи. Організація і проведення екскурсій з авторами книги «Велич Дулібії Рось» по древньому місту Волхвів - Суренж (місто Сонця).